# Болезнь Пика
Боле́знь Пи́ка — вариант лобно-височной деменции. Редкое хроническое, прогрессирующее заболевание центральной нервной системы, встречающееся обычно в возрасте 50 — 60 лет и характеризующееся деструкцией и атрофией коры головного мозга преимущественно в области лобных и височных долей. Средний возраст начала заболевания — 54 года, средняя продолжительность до наступления смерти — 6 лет.

## Симптомы
Клинически сопровождается симптомами тотального пресенильного слабоумия с распадом речи в виде нарушений логического мышления и восприятия, эмоционального уплощения, афазии и амнезии с апатией и экстрапирамидными расстройствами. Как правило, наблюдается анозогнозия.
Поведение пассивное, аспонтанное. Может наблюдаться грубость, расторможённость, сквернословие, непристойное поведение. Характерны стоячие обороты речи, стереотипная деятельность. Майер-Гросс описал «симптом граммофона»: рассказы больных на какие-либо интересующие его темы, прервать которые не представляется возможным, а спустя короткое время повторение сказанного точно в тех же выражениях и оборотах речи.
По клиническим симптомам сходно с болезнью Альцгеймера, но в отличие от неё болезнь Пика протекает более злокачественно, быстро приводит к распаду личности. При этом на первый план выходят именно расстройства личности и мышления, заслоняя нарушения памяти.

## Патоморфология
При гистологическом исследовании ткани головного мозга в нейронах обнаруживаются необычные включения. Пирамидные нейроны набухшие, содержат цитоплазматические тельца Пика. Толщина серого вещества снижена, граница между серым и белым веществом размыта. Отмечается расширение желудочков (преимущественно передних рогов боковых желудочков) и субарахноидального пространства, углубление борозд полушарий.

## Классификация
В клинической практике и в литературе встречаются синонимы болезни Пика — «синдром Пика», «атрофия Пика», «лобарный склероз», «ограниченная предстарческая атрофия мозга», «лобно-височная деменция». Названа по имени чешского психиатра и невропатолога Арнольда Пика, описавшего её симптомы в 1892 году. Нейроморфологические изменения были описаны в 1910—1911 годах Альцгеймером, который выделил клетки и тельца Пика и указал на сочетание их с локальной мозговой атрофией в области лобных и височных долей. Поначалу болезнь рассматривали как атипичный вариант сенильного слабоумия, но позднее она была выделена в отдельную нозологическую форму.
По Международной классификации болезней ВОЗ десятого пересмотра относится к рубрике «G31.0 Ограниченная атрофия головного мозга», а также описывается в рубрике «F02.0х* Деменция при болезни Пика». По международной классификации болезней ВОЗ одиннадцатого пересмотра относится к рубрике «6D83 Лобно-височная деменция». 

## Лечение
В настоящее время болезнь-модифицирующей терапии не разработано, в связи с этим существующее лечение не влияет на ход болезни и является симптоматическим. Для коррекции поведенческих расстройств используются нейролептики и антидепрессанты из группы СИОЗС.